# Jacques Gassmann
Jacques Gassmann (* 28. Januar 1963 in Heidelberg) ist ein deutscher Maler und Zeichner.

## Leben
Als Sohn des Professors der Theologie Günther Gassmann und der Dolmetscherin Ursula Gassmann wächst er in Heidelberg auf. 1969 zog seine Familie nach Strassburg um, wo er parallel zum Lycée eine musikalische Ausbildung am Konservatorium mit dem Hauptinstrument Cello erhielt. Nach der Rückkehr nach Deutschland 1982 legt er in Langenhagen sein Abitur ab. Als Schüler arbeitet Gassmann in Grafikateliers, erste Zeichnungen auf Papier entstanden. 1980 wirkte er in der New-Wave-Band „Cache sexe“ mit, er spielte Synthesizer und Rhythmusmaschinen. Unter dem Namen »Jeunesse Dorée« zeigte Gassmann ab 1982 Performances und Ausstellungen mit der späteren Modedesignerin Uli Schneider. Bis 1984 folgten parallel zum Zivildienst Solo- und Gruppenperformances in Europa.
Gassmann ist Autodidakt. Sein erstes Gemälde in einer Ausstellung wurde 1985 im Haus der Kunst in München präsentiert, eine expressionistische Arbeit des 22-Jährigen. Ab 1989 widmet sich Gassmann verstärkt thematischen Zyklen. »Natural Hazards« entsteht als erster Werkzyklus. Durch Experimente mit Tinte und Hydrographie entwickelt er ab 1990 die 1998 patentierte Maltechnik »Ogrody« (polnisch:»Garten«). Von 1998 bis 2002 lebte und arbeitete er auf einem restaurierten Resthof im Naturpark Steinhude. 2003 verbrachte er auf Einladung der dortigen Kunstakademie ASP ein halbes Jahr in Posen. Eine Zeit lang lebte er auf einem Bauernhof in Empede bei Hannover. 2004 kaufte der damalige Torhüter von Hannover 96 Robert Enke das Haus und Gassmann lebte einige Monate mit den Enkes zusammen.
Derzeit lebt er in Würzburg.

## Werk
Auf Empfehlung des Hannoverschen Stadtsuperintendenten Dannowski erhielt Gassmann ein Arbeitsstipendium der Ev. Hanns-Lilje-Stiftung Hannover. Von 1990 bis 1991 entstand der 32 Werke umfassende Zyklus der »Apokalypse« als die Darstellung der Offenbarung des Johannes. Wichtige Begleiter in dieser Zeit ist unter anderem der lutherische Theologe Eduard Lohse. Ausstellungen des Zyklus in 16 europäischen Städten folgen.
Nach Ausbruch des Zweiten Golfkrieges 1992 malt er nach Gesprächen mit Piloten der US Air Force in San Diego, die über 160-teilige Bilderserie »Supersonic«. Ab 1994 folgen erste Aufträge aus dem Bereich Kunst am Bau. 1996 entstehen unter der Bezeichnung »Viriditas« Anatomien und Heilkräuterbilder, die auf das Werk von Hildegard von Bingen verweisen. 1999 entsteht die Reihe „Coasts“, aus der Perspektive von Satelliten entstandene Darstellungen von Küstenabschnitten. 2003 entstehen Bergbilder und figürliche Zeichnungen die bis heute unter dem Namen „Apart of me“ malt. Aus dieser Serie wurden ca. 10 Snowboardlinien für die Skifirma Völkl entwickelt.
Seit 1992 ist Jacques Gassmann neben seiner freien künstlerischen Arbeit auch im Bereich des sakralen Raumes tätig. Er entwirft 16 Orgelprospekten, die umgesetzt werden. Eine Auswahl davon ist zu sehen in der Alten Kirche in Krefeld, im Neumünster in Würzburg und in der Schlosskirche in Chemnitz. Jacques Gassmann realisiert mehrere Altargestaltungen, unter anderem den Flügelaltar in Schwarzenau oder das „Neue Jerusalem“ in der Augustinerkirche in Würzburg. Es entsteht das großformatige Wandgemälde in der Kirche St. Oswald (Baunach) bei Bamberg, dem drei weitere große Kunstwerke auf Leinwand für die Krypta des neu gestalteten Würzburger Domes folgen. Gassmann entwirft Kreuzwege, die er zum Beispiel in Kirchen in Filderstadt, Merklingen und Würzburg ausgeführt hat.
Durch die Verwendung von Tusche bei seinen Arbeiten ist Gassmann in der Lage, transparente Werke auf Glas zu verwirklichen. Mit dieser Technik gestaltet er die Kirchenfenster für die Marienkapelle in Schretstaken sowie Kunst auf Glas für das Restaurant Falco im Westin Hotel in Leipzig und Fenster für den Raum der Stille im Herzklinikum Quedlinburg. Offen steht die Realisierung einer Glasarbeit von 80 Quadratmetern Fläche für die Jakobuskirche in Waigolshausen.
Auflistung von verwirklichten Arbeiten im sakralen Raum:
- 1995: "St. Johannes", Altarbild, St.-Johannes-Kirche, Kitzingen
- 1996: Ausmalung der St. Hedwig Kapelle, Veitshöchheim; Orgelgestaltung, St.-Johannes-Kirche, Kitzingen
- 1997: "Passion", Altarbild, Neustädter Kirche, Hannover
- 1998: Orgelgestaltung, St. Andreas Kirche, Runding; Orgelgestaltung, Franziskanerkirche, Bad Tölz
- 1999: Orgelgestaltung, St. Michael, Schwabmünchen
- 2000: Orgelgestaltung, St. Jakobus, Schifferstadt; Wandgemälde, 12,5 × 8,5 m, St. Oswald, Bamberg
- 2002: Gestaltung der Kapelle, Krankenhaus, Neustadt/Rbge.
- 2003: Orgelgestaltung, Alte Kirche, Krefeld
- 2004: Kreuzweg, Altarbild, Orgelgestaltung, St. Stephanus, Filderstadt
- 2006: Kreuzweg und Orgelgestaltung, Mariakönigin, Weil-der-Stadt
- 2007: Orgelgestaltung, St. Hildegard, Emmelshausen
- 2008: Orgelgestaltung, Bad Brückenau
- 2009: Orgelgestaltung, Neumünster, Würzburg; 2 Gemälde für Orgel, Zeil am Main
- 2009/2010: Altarbilder, St. Laurentius, Schwarzach am Main-Schwarzenau
- 2010: Großformatige Passionsgemälde, Neumünster und Dommusik, Würzburg
- 2011: Kreuzweg und "Neues Jerusalem", Altarbild, 7 × 4 m, Augustinerkirche, Würzburg
- 2012: Fenster und Chorraumgestaltung (mit Jürgen Lenssen), Marienkapelle, Schretstaken; 3 großformatige Gemälde für die Krypta, Dom, Würzburg
- 2013: 2 großformatige Flügelaltäre für St. Kilian, Obertheres; 80 m² Glasfenster für St Jakobus, Waigolshausen; Fenster für den Raum der Stille im Herzklinikum Quedlinburg

## Ausstellungen (Auswahl)
- 1986: „Kunstbojen“, Sprengelmuseum, Hannover; „Weißmachen“, Universität Hannover
- 1989: „Transfer“, U-Bahnhof Kröpcke, Hannover; Lichtraum, München
- 1990: „Natural Hazards“, Galerie Stübler, Hannover
- 1991: „Natural Hazards“, Galerie Weber, Berlin; „Ogrody“, Wystawa Sztuki, Poznań, Polen
- 1992: „Apokalypse“, Marktkirche, Hannover / St. Michael, Würzburg / St. Michael, Lübeck
- 1993: „Flighting for Top Gun“, Galerie Borkowski, Hannover
- 1994: „Apokalypse“, Domruine St. Marien, Prenzlau
- 1996: „Apokalypse“, Tyska Kirka, Stockholm, Schweden
- 1997: „Viriditas“, Schloss Mon Repos, Ludwigsburg; „Apokalypse“, St. Andreaskirche, Braunschweig / Künstlerhaus, Berlin
- 1998: „Apokalypse“, Kathedrale / Temple Neuf, Genf, Schweiz; Arbeiten 1992–1998, Diözesan-Museum, Rottenburg; „Supersonic“, Schloss (Kunstverein), Celle
- 1999: „Coasts“, Heinrich-Heine-Haus, Lüneburg / Künstlerhaus, Göttingen; „Apokalypse“, St. Thomas, Straßburg, Frankreich
- 2000: „Apokalypse“, Dom, Fulda / Ludwigskirche, Saarbrücken; „Supersonic und Apokalypse“, Diözesanmuseum, Eichstätt
- 2001: „Supersonic“ und „Viriditas“, Packhof, Stadt Hann.- München
- 2003: Galerie Ricarda Fox, Essen; „Apart of me“, Galerie Winter, Wiesbaden; „Flots / Diasporen / Apart of me / Ogrody“, Säulenhalle, Augsburg
- 2004: „Apokalypse“, Schloss Salder, Salzgitter
- 2005: „Ogrody“, Städtische Galerie, Wrocław, Polen; „Diasporen“, Katholische Akademie, München
- 2008: „Retrospektiv“, 5 Museen, Bad Kissingen
- 2010: „Apart of me“, Galerie, Fritz Winter, ART Karlsruhe; „Apokalypse“, Stift Haug, Würzburg
- 2011: Galerie Fu Xin, Art Bologna / Art Roma, Italien; Museum.Burg.Miltenberg, Miltenberg; Galerie Fu Xin, Art Miami / Art San Diego, USA
- 2012: Galerie Fu Xin, Art Bologna, Italien; Galerie Fritz Winter, Art Karlsruhe
- 2013: Galerie Fritz Winter, Art Karlsruhe

## Bücher
- Jacques Gassmann: Apokalypse. Herausgegeben von Carsten Ahrens mit Texten von Hans Werner Dannowski u. a. Edition Braus, Heidelberg 1992, ISBN 3-89466-025-2.
- Jacques Gassmann: Apart of me. Die Wiedergabe der drei Kunstzyklen: Supersonic II, Diasporen, Apart of me. Begleitbuch zur Ausstellung 2002 mit Texten über Gassmanns Werk und Bedeutung, NORD/LB ART Galerie 2002, Hannover 2002.